# براغدو (مدينة)
براغدو (بالإسبانية: Bragado)‏ هي منطقة سكنية تقع في الأرجنتين في Bragado Partido. يقدر عدد سكانها بـ 32,830 نسمة وترتفع عن سطح البحر 50 متر.

## معرض صور

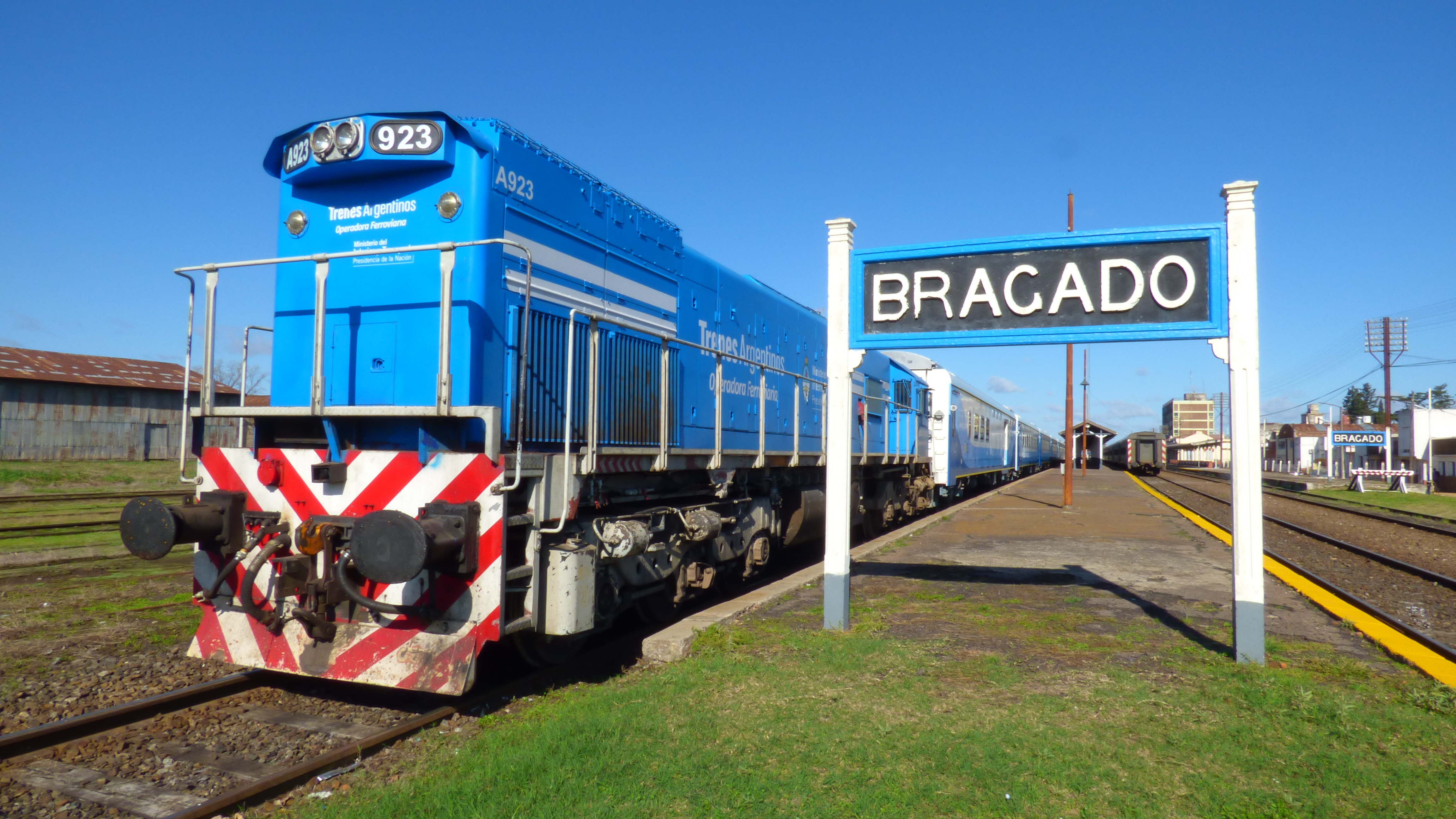
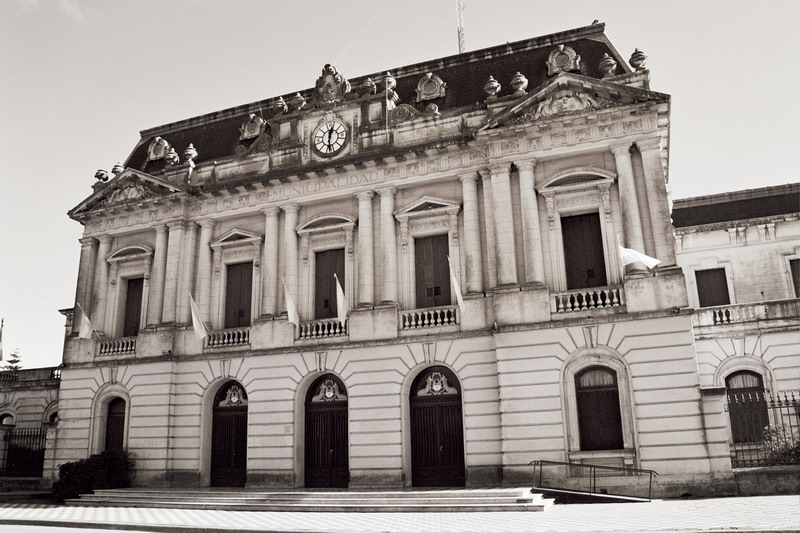
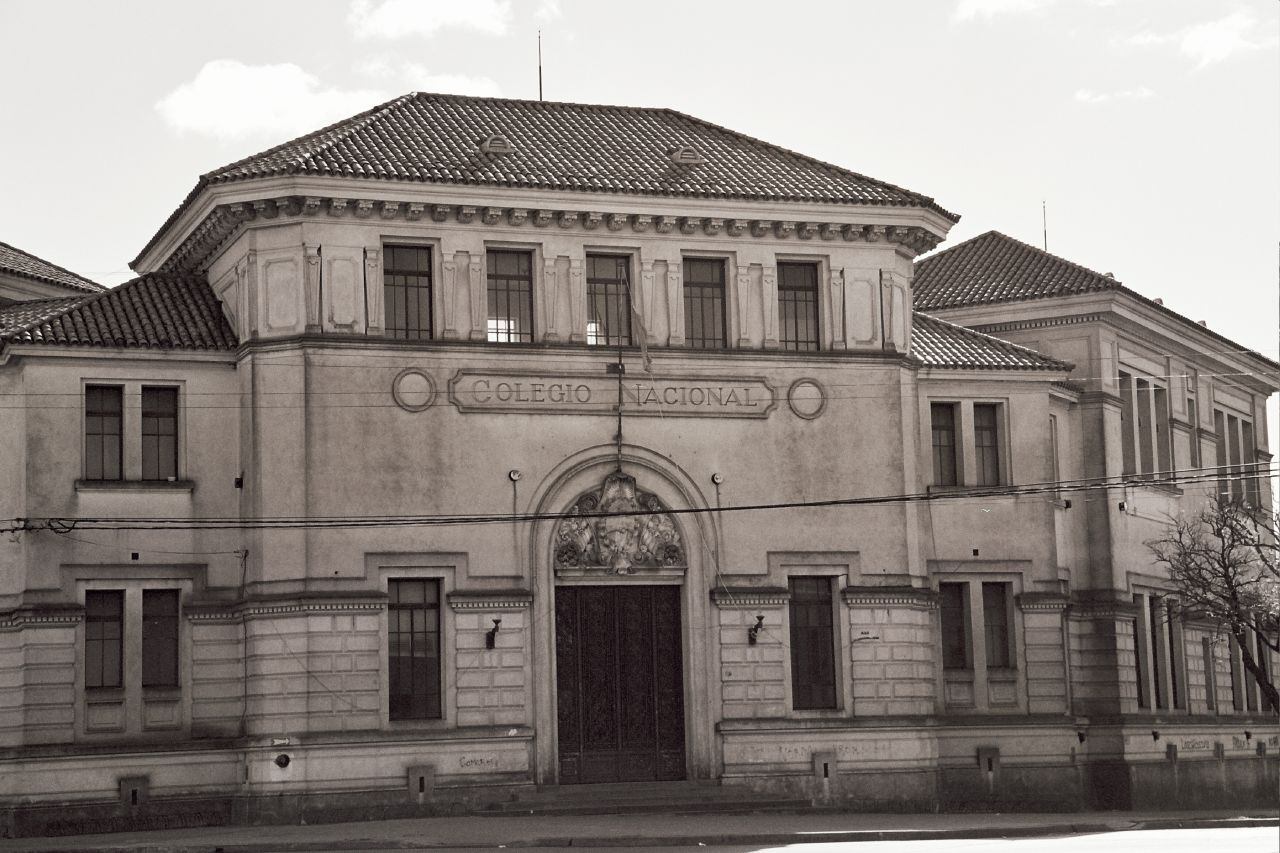

## أعلام
- هيكتور لايرا
- أغوستين سيلفا
- دييغو كاستانيو
- دييغو ألبرتو توريس
- تاتيانا بوا